# Joe Perry (snooker)
Pour les articles homonymes, voir Joe Perry et Perry.
Joe Perry est un ancien joueur professionnel anglais de snooker, né le 13 août 1974 à Wisbech, en Angleterre. 
Sa carrière est principalement marquée par deux victoires dans des tournois classés, lors du championnat du circuit des joueurs 2014-2015 et de l'Open du pays de Galles 2022. Il a également bien réussi les tournois de la triple couronne, atteignant la finale du Masters 2017, et ne s'inclinant qu'au stade des demi-finales du championnat du Royaume-Uni et championnat du monde 2008.
Il est surnommé « The Gentleman ».

## Carrière

### Début de carrière professionnelle (1992-2000)
Devenu professionnel en 1992, Perry dispute son premier tournoi lors du championnat du Royaume-Uni 1994. Il y est éliminé d'entrée par Joe Swail (9-4). Il se qualifie ensuite pour le championnat du monde 1999. Au premier tour, il affronte le sextuple vainqueur du tournoi, en la personne de Steve Davis et le bat par 10 manches à 9, la manches décisive se jouant sur la dernière bille noire. Perry s'incline au tour suivant face à Ronnie O'Sullivan (13-8). 
Lors de l'Open de Chine 1999, Joe Perry parvient à se hisser pour la toute première fois de sa carrière en quart de finale d'un tournoi classé. Il s'y incline contre Stephen Hendry, par 5 manches à 4. L'année suivante, Perry atteint les huitièmes de finale de l'Open de Grande-Bretagne ; il entre également dans le top 32 du classement mondial 1999-2000.

### Révélation progressive (2001-2007)
Il continue sa progression et dispute en 2001 sa toute première finale en tournoi classé, lors du Masters d'Europe (appelé « Open d'Europe » à l'époque). Il y est battu par l'Écossais Stephen Hendry. Cette finale, accompagnée de deux huitièmes de finale (Open d'Écosse et Open de Grande-Bretagne), lui permettent de se classer 13e joueur mondial.
Au championnat du monde 2004, Perry élimine Robert Milkins et Mark Williams, pour rejoindre son premier quart de finale au Crucible Theatre. Il y est cependant battu par Matthew Stevens (13-10).
Les deux saisons qui suivent son très bonnes ; en plus d'être quart de finaliste au Grand Prix et à l'Open de Chine, l'Anglais atteint les demi-finales du championnat du Royaume-Uni pendant deux années consécutives, s'inclinant respectivement contre David Gray et Ding Junhui.
La saison suivante, il s'incline en quart de finale de plusieurs épreuves, notamment lors du championnat du Royaume-Uni 2006, et termine la saison au 18e rang mondial.

### Premier titre et maintien (2008-2014)

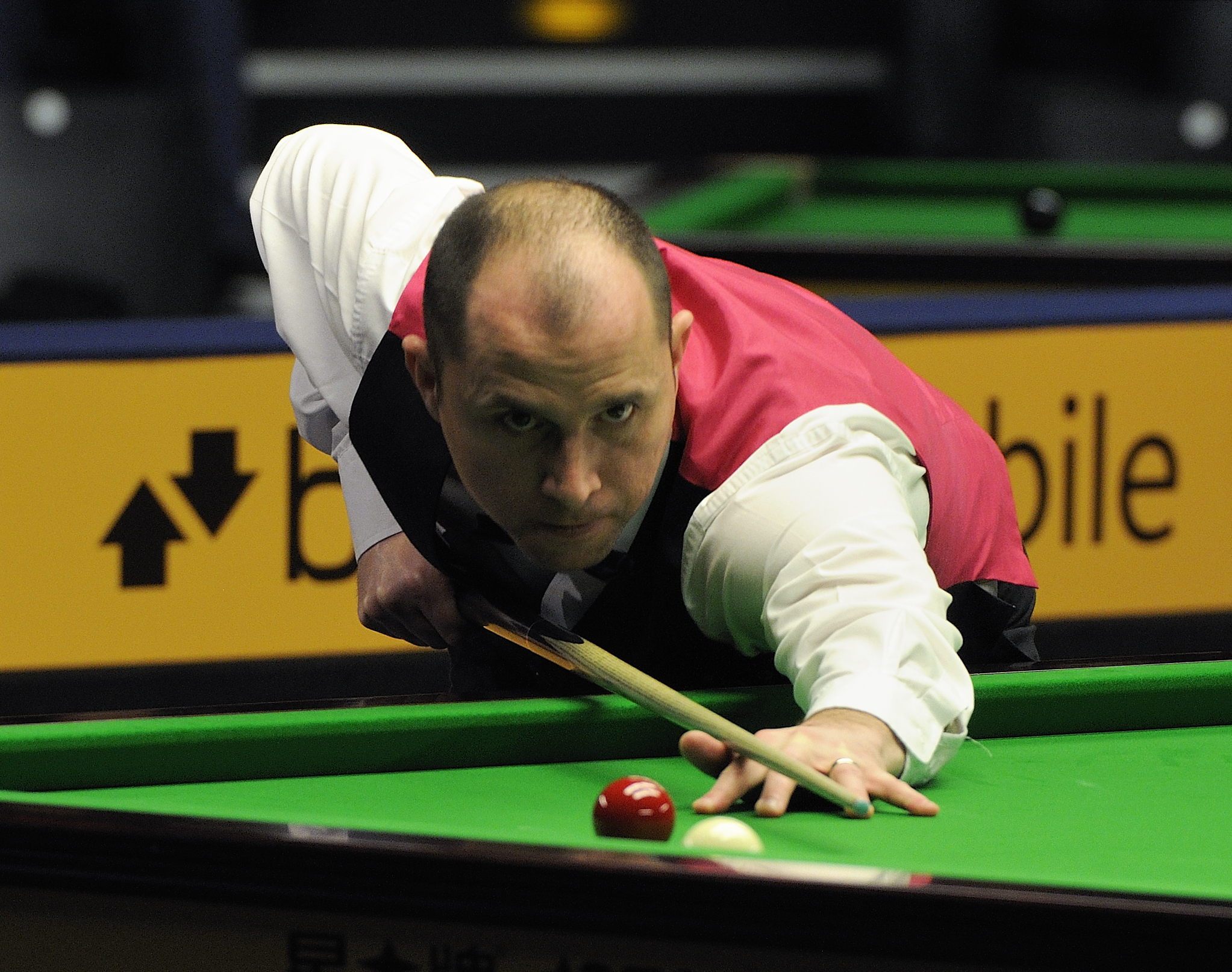
Joe Perry au Masters d'Allemagne 2013.

Son année 2008 est particulièrement marquée par une victoire au championnat de la ligue ; victoire qui lui permet une qualification pour la première ligue. Également en 2008, il atteint la demi-finale du championnat du monde, battant l'ancien champion du monde et no 2 mondial, Graeme Dott, dès le premier tour. Il enchaîne avec de solides victoires contre Stuart Bingham et le no 10 mondial, Stephen Maguire (13-12). Il échoue de peu, en demi-finale, contre Ali Carter, battu 17-15 à l'issue d'une rencontre serrée.
Les saisons qui suivent sont beaucoup moins bonnes ; Perry n'arrive pas à passer le cap des quarts de finale, bien qu'il en ait réalisé cinq depuis sa demi-finale au mondial. Il redescend au 27e rang du classement à l'issue de la saison 2010-2011.
En 2011-2012, il perd en finale de l'Open de Sheffield et de l'Open FFB ; deux tournois du championnat du circuit des joueurs, et va aussi jusqu'en quart de l'épreuve finale. Au cours de la saison 2012-2013, il enregistre une victoire à l'Open de Yixing, compétition qui, bien que d'ordre mineur, constitue sa première victoire dans un tournoi comptant pour le classement mondial de snooker. Au cours de ce tournoi, il élimine successivement Robert Milkins, Alan McManus et le no 2 mondial Mark Selby, qu'il domine en finale sur le score de 4-1. Au classement mondial, il retrouve le top 20. 
En 2013-2014, il atteint deux demi-finales (championnat international et Open du pays de Galles), ainsi que cinq autres quarts de finales (Classique de Wuxi, Open d'Australie, championnat du monde de snooker à six billes rouges, Masters d'Allemagne et championnat du circuit des joueurs). Il fait ainsi son retour dans le top 16 mondial.

### Premier succès majeur et meilleur classement (2015-2017)

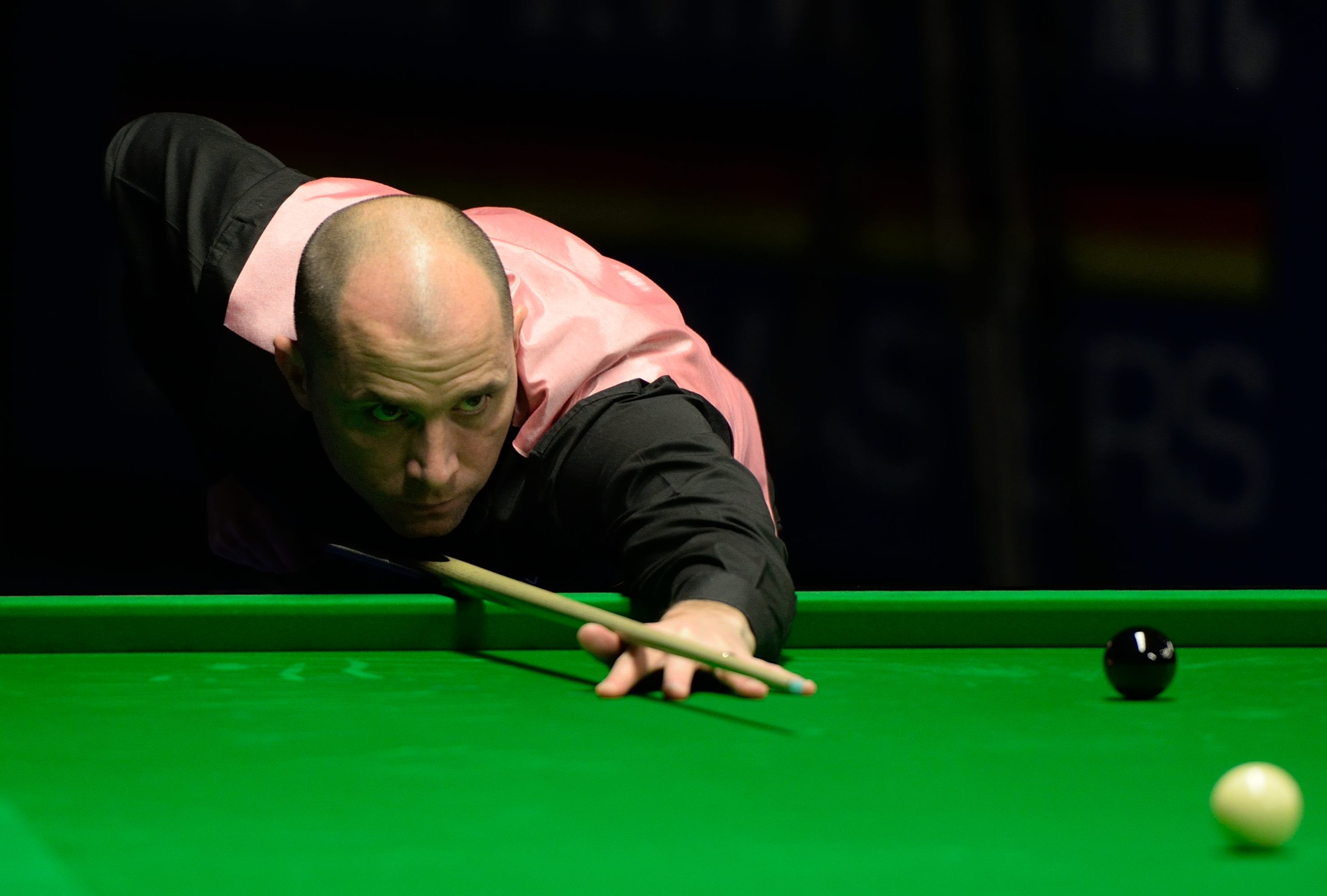
Joe Perry à la table (image de 2015).

Lors de la saison 2014-2015, il atteint la finale d'un tournoi classé : le tournoi classique de Wuxi, où il s'incline face à l'Australien Neil Robertson, sur le score de 10-9. En mars 2015, il remporte son unique tournoi classé, lors du championnat du circuit des joueurs. Au cours du tournoi, Perry vient à bout de Ding Junhui, Anthony McGill, Michael Holt, Stuart Bingham et enfin Mark Williams. Il empoche par la même occasion un bonus de 100 000 £. Cette performance lui vaut également d'atteindre la 8e place mondiale ; son meilleur classement jamais atteint.
Perry est le finaliste sortant (vaincu) de l'Open mondial 2016, battu par Ali Carter, après avoir notamment éliminé Shaun Murphy en quart de finale et Neil Robertson en demi-finale. En 2017, alors classé no 9 mondial, Perry réalise une prestation notable dans un tournoi majeur ; le Masters, en battant Stuart Bingham (no 3 mondial), Ding Junhui (no 6 mondial) et Barry Hawkins (no 11 mondial), pour se qualifier pour la finale où il échoue contre Ronnie O'Sullivan. À noter que lors de sa demi-finale, Perry était mené 5-2 et avait besoin de snooker pour revenir. Il sort néanmoins du top 20 mondial en fin de saison, à cause de résultats souvent trop timides sur les tournois de classement. La saison qui suit, Perry est quart de finaliste de quatre tournois classés, dont le championnat du Royaume-Uni 2017, où il perd contre Stephen Maguire.

### Baisse de régime progressive (2018-2022)
En début de saison 2018-2019, Perry atteint la finale du Masters d'Europe en Belgique, avant d'être battu par l'invité surprise de la finale ; l'Anglais Jimmy Robertson, sur le score de 9 contre 6. Au premier tour du championnat du monde 2018, Perry crée la sensation en éliminant le double tenant du titre et no 1 mondial, Mark Selby. Il sera toutefois éliminé au tour suivant par le Nord-irlandais Mark Allen.
En 2019-2020, il est demi-finaliste de l'Open d'Irlande du Nord et du Classique Paul Hunter. Il est aussi quart de finaliste de quatre autres tournois, dont le Masters ; il fait son retour dans le top 16 mondial. 
Après une saison 2020-2021 en demi-teinte et un début de saison 2021-2022 catastrophique, Perry trouve un second souffle lors de l'Open du pays de Galles, redescendu au 36e rang mondial, il parvient à se hisser jusqu'en finale en éliminant notamment Kyren Wilson et Mark Allen,. Opposé à Judd Trump, il s'impose sur le score de 9 manches à 5. Il termine bien l'année avec un quart de finale au championnat du Royaume-Uni.

### Déclin et retraite (2023-2025)
Le quart de finale de Perry au championnat du Royaume-Uni reste son dernier fait d'armes. Après cette performance, ses résultats se sont nettement dégradés, au point de sortir du top 32 mondial pour la première fois depuis le siècle dernier (classement de fin de saison). En fin de saison 2024-2025, redescendu en dehors des 64 premières places du classement et refusant de devoir rejouer les tournois secondaires pour retrouver le circuit principal, l'Anglais décide de prendre sa retraite. Il dispute son dernier tournoi professionnel aux qualifications du championnat du monde 2025, où il est battu à l'avant-dernier tour.

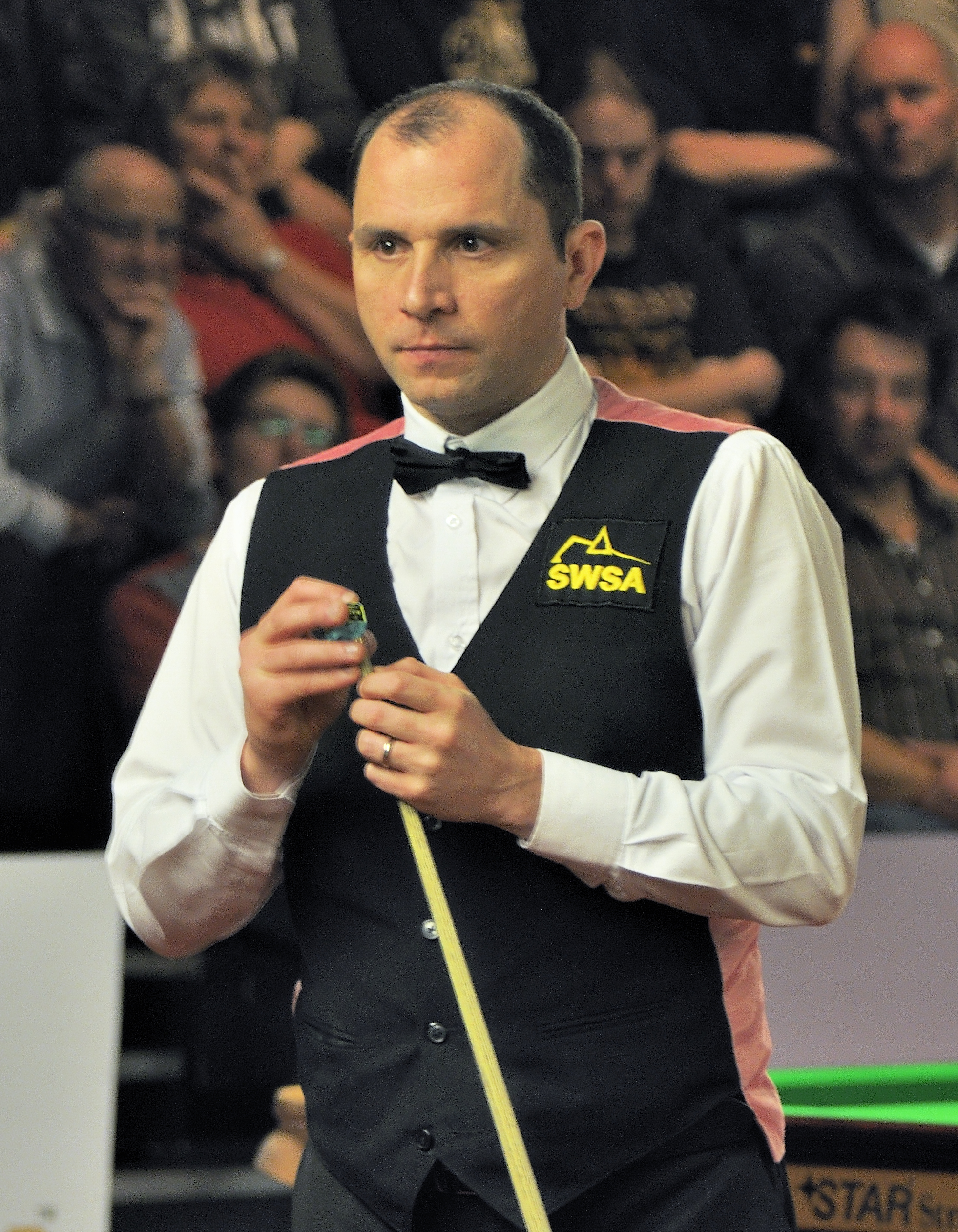
Joe Perry (2014).

## Vie personnelle
Joe Perry souffre d'une spondylarthrite ankylosante, qui n'est autre qu'une maladie inflammatoire de la colonne vertébrale. Ce problème, très handicapant pour un joueur de ce niveau, a bien failli le résigner à jeter l'éponge.
Il est supporter de l'Arsenal Football Club.

## Palmarès
| Légende | Catégorie                      | Titres                         | Finales                        |
|         | Tournois classés               | 2                              | 4                              |
|         | Tournois classés mineurs       | 2                              | 2                              |
|         | Tournois non classés           | 2                              | 1                              |
|         | Tournois en équipes            | 5                              | 3                              |
|         | Tournois pro-am                | 3                              | 1                              |
| Gras    | Tournois de la triple couronne | Tournois de la triple couronne | Tournois de la triple couronne |

### Titres

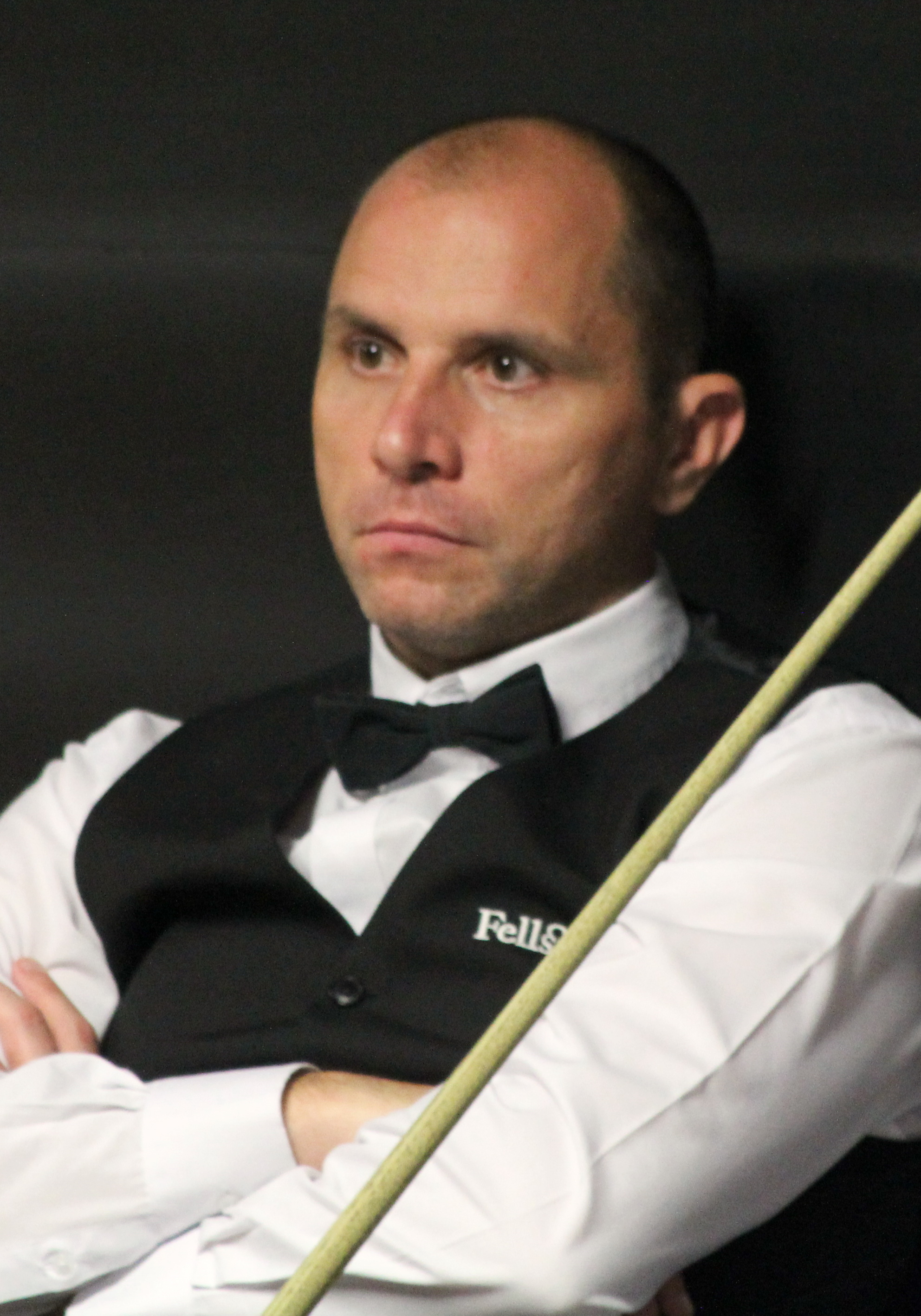
Joe Perry lors du classique Paul Hunter 2016.

| Saison    | Nom du tournoi                                                       | Lieu       | Finaliste               | Score | Tableau |
| 2007      | Championnat du monde par équipes mixtes (avec Leah Willett)          |            | Gary Wilson Pam Wood    | 3-1   |         |
| 2004-2005 | Championnat de Merseyside                                            | Liverpool  | Stephen Croft           | 5-2   |         |
| 2007-2008 | Tournoi pro-am Pontins (séries mondiales)                            | Prestatyn  | Ricky Walden            | 4-2   |         |
| 2007-2008 | Championnat de la ligue                                              | Stock      | Mark Selby              | 3-1   | Tableau |
| 2007-2008 | Tournoi pro-am Pontins (épreuve 4 pro-am)                            | Prestatyn  | Stuart Bingham          | 4-3   |         |
| 2010      | Championnat du monde par équipes mixtes (2) (avec Tatjana Vasiljeva) |            | Martin Gould Pam Wood   | 3-2   |         |
| 2011      | Championnat du monde par équipes mixtes (3) (avec Tatjana Vasiljeva) |            | Martin Gould Pam Wood   | 3-2   |         |
| 2012      | Championnat du monde par équipes mixtes (4) (avec Tatjana Vasiljeva) |            | Daniel Ward Emma Bonney | 3-1   |         |
| 2013-2014 | Pink Ribbon                                                          | Gloucester | Barry Hawkins           | 4-3   |         |
| 2013-2014 | Open de Yixing                                                       | Yixing     | Mark Selby              | 4-1   | Tableau |
| 2014-2015 | Open de Xuzhou                                                       | Xuzhou     | Thepchaiya Un-Nooh      | 4-1   | Tableau |
| 2014-2015 | Championnat du circuit des joueurs (épreuve finale)                  | Bangkok    | Mark Williams           | 4-3   | Tableau |
| 2017-2018 | Challenge Chine - Grande-Bretagne                                    | Shenzhen   | Chine                   | 26-9  |         |
| 2021-2022 | Open du pays de Galles                                               | Newport    | Judd Trump              | 9-5   | Tableau |

### Finales perdues
| Saison    | Nom du tournoi                                                  | Lieu       | Finaliste                   | Score | Tableau |
| 2001-2002 | Open d'Europe                                                   | La Valette | Stephen Hendry              | 2-9   | Tableau |
| 2007-2008 | Open d'Allemagne                                                | Elchingen  | Mark Davis                  | 3-4   | Tableau |
| 2008      | Championnat du monde par équipes mixtes (avec Leah Willett)     |            | Neil Robertson Reanne Evans | 1-3   |         |
| 2009      | Championnat du monde par équipes mixtes (2) (avec Leah Willett) |            | Michael Holt Reanne Evans   | 2-3   |         |
| 2011-2012 | Épreuve 1 de Sheffield                                          | Sheffield  | Ronnie O'Sullivan           | 0-4   | Tableau |
| 2011-2012 | Open FFB                                                        | Sheffield  | Stephen Maguire             | 2-4   | Tableau |
| 2014-2015 | Classique de Wuxi                                               | Wuxi       | Neil Robertson              | 9-10  | Tableau |
| 2016-2017 | Open mondial                                                    | Yushan     | Ali Carter                  | 8-10  | Tableau |
| 2016-2017 | Masters                                                         | Londres    | Ronnie O'Sullivan           | 7-10  | Tableau |
| 2018-2019 | Masters de Macao                                                | Macao      | Hawkins, Day, Zhao et Zhou  | 1-5   | Tableau |
| 2018-2019 | Masters d'Europe                                                | Lommel     | Jimmy Robertson             | 6-9   | Tableau |